# Tormenta de Santa Rosa

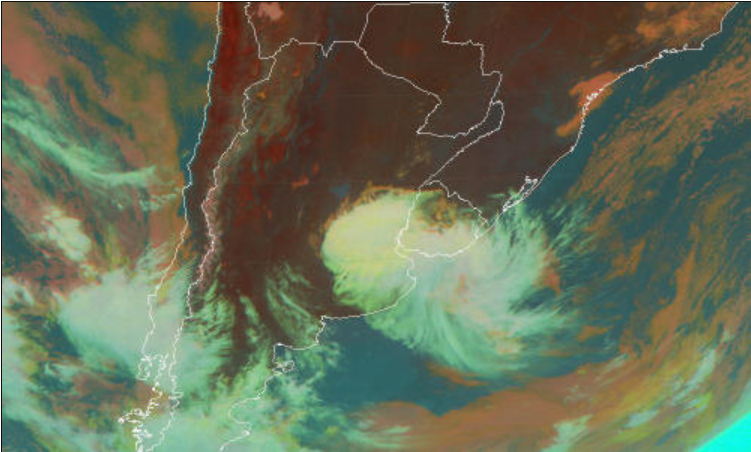
Temporal de Santa Rosa en el Río de la Plata, el 4 de septiembre de 2003.

El Temporal de Santa Rosa o tormenta de Santa Rosa es una expresión singular para designar una tormenta que se espera que se desarrolle en la porción sudeste de América del Sur en algún momento cinco días antes o después del 30 de agosto, fecha correspondiente a la festividad católica de Santa Rosa de Lima, santa patrona de América. La expresión tiene su origen en una leyenda que atribuyó a los poderes místicos de Isabel Flores de Oliva una fuerte tormenta que impidió que piratas holandeses atacaran la ciudad peruana de Lima, aunque el ataque fue abandonado por el fallecimiento del capitán holandés. Según los meteorólogos, el evento no tiene la regularidad ni la intensidad que el imaginario popular le atribuye, e imputan su ocurrencia al choque de las primeras masas de aire cálido que comienzan a incidir sobre los frentes fríos al acercarse la primavera.

## Leyenda de la tormenta de Santa Rosa
En 1615 en la «Ciudad de Los Reyes» —Lima—, una religiosa llamada Rosa —Isabel Flores de Oliva, 1586-†1617— encabezó una rogativa desde una iglesia, ante el posible desembarco de piratas holandeses que ya habían asaltado el puerto vecino de Callao. Sin previo aviso, una gran tormenta impidió que las embarcaciones se acercaran a tierra y así, la ciudad de Lima quedó a salvo. Los creyentes comenzaron a atribuir la presencia de la tormenta y la huida de los piratas al poder místico de Rosa.
La leyenda se popularizó en Argentina, con gran fuerza en la zona del Río de la Plata, en Córdoba y en la región de Cuyo. La capital de la Provincia de La Pampa lleva su nombre. Es una región en donde se dan tormentas fuertes con mucha frecuencia, principalmente en primavera y verano. Generalmente las primeras tormentas de la temporada se suelen dar en la fecha de la Tormenta de Santa Rosa. En Paraguay y Uruguay también es muy popular dicha tormenta en los cinco primeros días posteriores o previos al 30 de agosto.

## Mito y realidad
| Año                                                                   | Período        | Lluvias (mm) |
| --------------------------------------------------------------------- | -------------- | ------------ |
| 1870                                                                  | 30/08          | 28           |
| 1876                                                                  | 29/08 al 30/08 | 73           |
| 1922                                                                  | 29/8 al 01/09  | 80           |
| 1923                                                                  | 27/08 al 03/09 | 80           |
| 1942                                                                  | 31/08 al 02/09 | 98           |
| 1956                                                                  | 29/08 al 31/08 | 97           |
| 1959                                                                  | 30/08 al 01/09 | 55           |
| 1983                                                                  | 26/08 al 31/08 | 60           |
| 1986                                                                  | 29/08 al 03/09 | 68           |
| 1992                                                                  | 29/08 al 02/09 | 54           |
| 1993                                                                  | 30/08 al 01/09 | 49           |
| 1994                                                                  | 31/08 al 02/09 | 39           |
| 1996                                                                  | 25/08 al 26/08 | 22           |
| 2001                                                                  | 26/08 al 27/08 | 59           |
| 2002                                                                  | 28/08          | 13           |
| 2003                                                                  | 03/09 al 07/09 | 88           |
| Fuente: Metsul. Archivado el 30 de agosto de 2009 en Wayback Machine. |                |              |

Climáticamente en el hemisferio austral, la tormenta de Santa Rosa puede constituirse en una de las primeras tormentas, hacia el final del invierno, unos diez días antes del 30 de agosto y los veinte primeros días de septiembre.
Para el Vocabulario Meteorológico Internacional de la Organización Meteorológica Mundial —OMM— «tormenta» es la «descarga brusca de electricidad atmosférica que se manifiesta por un resplandor breve, el relámpago, y por un ruido seco o un estruendo sordo, el trueno, asociada a nubes convectivas, cumulunimbus, y que suelen llegar con lluvia en forma de chaparrón, o de nieve o granizo en latitudes más altas y también de vientos fuertes.
En invierno no ocurren estas tormentas convectivas porque para su desarrollo se necesitan condiciones energéticas más de primavera y de verano. Y, al acercarse el equinoccio de primavera del hemisferio sur —22 o 23 de septiembre—, el acercamiento paulatino —por el ángulo de inclinación del eje del planeta— de este sector de la Tierra al Sol aumenta la disponibilidad de energía en el «Subsistema Austral Climático Terrestre», produciéndose cambios en la «Circulación Atmosférica Regional», desde fines de agosto. Con presencia de aire cálido y húmedo del norte, sumado a más radiación solar y a entrar «Perturbaciones Sinópticas» del oeste podría aparecer el fenómeno de tormenta saliendo del invierno, en cercanías del 30 de agosto, día de Santa Rosa de Lima.
Dicha perturbación se produce ya a que el Polo Sur sigue aún muy frío mientras que el continente austral comienza el lento proceso de calentamiento.
Según el mito popular, la tormenta de Santa Rosa sería la más fuerte del año, pero normalmente no es así. Para la ciudad de Buenos Aires —Observatorio del SMN Villa Ortúzar—, del análisis de la frecuencia de aparición de tormentas cinco días antes y después del 30 de agosto, del período 1906 a 2018, en 63 oportunidades, el 56% de los casos, se produjeron tormentas en esas fechas.
La «Tormenta de Santa Rosa» se observa principalmente en la zona pampeana, mesopotámica, chaqueña y en el sur de Brasil.

## Copla popular sobre la tormenta de Santa Rosa
Santa Rosa se aproxima
Criticando a su vecina.
Porque dice cada cosa.
De la pobre criticada.
Que la deja mal parada
y sobre llovida mojada.
Buenos Aires, principios de siglo XX